# Sennan
Sennan (泉南市 Sennan-shi?) este un municipiu din Japonia, prefectura Osaka.

Partea de sud a Aeroportului Internațional Kansai se află pe teritoriul acestei localități.